# 棘手問題
棘手問題（英語：Wicked problem）是指一个困难或不可能解决的問題，因為這個問題不完整、矛盾、不斷變化且往往難以識別或定義。 英語中使用「wicked」是指一種抵抗的決心，而不是指邪恶 ，故通常不翻譯為「邪惡問題」。另一種對棘手問題的定义是「問題因其复杂的社會意涵，而没有任何能夠確定的停止点 。」且因為復雜的相互依賴性，試圖解決棘手問題的行動或方法可能會造成其他問題的產生。
「棘手問題」最開始用于社会工程中。其现代意义上由Charles West Churchman在1967年在《管理科學期刊》（journal Management Science）提出 ，是為了響應曾經使用棘手問題這個术语的Horst Rittel。Churchman在作業研究中討論了一個道德責任：「要告知管理者我們的解決方案，在哪些方面不能解決棘手問題」。Rittel與Melvin M. Webber在1973年發表的論文中正式描述了棘手问题的概念，他們比較了「棘手問題」與其相對概念「馴服（tame）」，以及在數學，西洋棋或智力遊戲中的可解問題。

## 背景
Rittel和Webbe在以社會政策問題的領域背景下創造了這個術語，這個領域由於缺乏明確的問題定義以及涉及不同利益關係人的複雜觀點而無法應用純粹的科學或工程方法解決。他們指出：
「由於這些問題的特殊性質，使用科學基礎來尋找社會政策問題的解決方是終將失敗……政策問題並無法明確地描述。而且，在多元社會中，不存在沒有爭議的公益、客觀的權益定義；應對社會問題的政策也不能有意義地糾正或錯誤，談論這些問題的『最佳解決方案』也毫無意義……更糟糕的是，在有明確意義的答案上也沒有解決方案。」
雖然Rittel和Webber是在社會政策和規劃方面的領域構建了這一概念，但在涉及不同觀點的利益關係人的其他任何領域都會出現棘手問題。Rittel和Kunz則基於這樣的認知，開發了一種稱為問題基底資訊系統（Issue-Based Information System，IBIS）的技術，該技術有助於以客觀的方式記錄群體決策背後的原理及脈絡。
在研究文獻和業界文獻中，以設計和棘手問題的關聯性做為主題是十分常見且反覆出現的。設計問題通常也是棘手問題，因為它們通常擁有不明確的定義，且沒有既定的發展方向，並涉及具有不同觀點的利益關係人，同是沒有「正確」或「最佳」的解決方案。因此，期望能夠應用標準或已知方法來解決棘手問題是不可能的，必須提出具有創造性的方法來解決。

## 特性與特徵
Rittel與Webber's在1973年在社會政策規劃中界定了的棘手问题的十个特性：
1. 棘手問題沒有辦法明確界定。
2. 棘手问题没有停止规则。
3. 棘手问题的解決方法不遵循二值原理（非真即假原理），但可能是較好或較坏的方法。
4. 棘手問題不是能即时解決的，其解決方法也不存在最终考验。
5. 棘手問題的每一个解决方案都是一次性的。因为没有机会透過試錯學習，所以每个嘗試都是重要的。
6. 棘手問題不會有一系列可能潛在的解決方案，也沒有辦法在計畫中設定或描述一套可允許的操作原則。
7. 每一个棘手问题基本上都是独一无二的。
8. 每一个棘手问题都可以被认为是另一個問題的症状。
9. 棘手問題存在著高度的差異，也表示可以用很多方法來解釋。 選擇解釋的方法，也決定了問題解法的性質。
10. 社會規劃者無權出錯（即規劃者必須對其行為產生的後果負責）。

Conklin之后將棘手問題的概念概括的使用在規劃和政策以外的其他領域，他所定义的棘手問題特征是：
1. 在制定解決方案之前，無法了解棘手问题。
2. 棘手问题没有停止规则。
3. 棘手问题的解決方式沒有正确或错误。
4. 每一个棘手问题基本上是独一无二的。
5. 每一个棘手问题的解決方案都是「一次性操作」。
6. 棘手问题無法给予替代解决方案。

## 案例
棘手问题有一些經典的案例，像是经济、环境和政治上问题。當解決一个问题需要透過改变大量人類個體的思维和行为，那這個問題可能就是一个棘手问题。因此，棘手問題的标准案例大多是区域的公共规划和政策，並包括全球氣候變遷、自然災害、医疗保健、艾滋病等流行病、大範圍的流行性感冒、国际藥物與毒品販運、核武、核能、廢棄物處理和社会不公正等問題。
近年来，有許多地區的问题被劃定為一種棘手問題，范围包括：设计决策、商業戰略中的知识管理

## 解決策略
傳統的方法無法解決棘手問題，過去的傳統方法中，可以按照順序逐步的來定義、分析和解決問題，但棘手問題並沒有明確的定義，進而無法接續進行分析和解決。Nancy Roberts認為，應對棘手問題的策略包括：
- 權威策略：此策略試圖透過賦予少數人解決問題的責任來處理棘手問題。同時減少利益相關者的數量也能夠降低問題的複雜性，因為許多競爭觀點被一同消除。缺點是負責解決問題者可能無法理解解決問題所需的一切觀點。
- 競爭策略：此策略試圖透過相互對立的觀點來解決棘手問題，並要求持有這些觀點的各方提出其首選之解決方案。這種方法可以相互權衡不同的解決方案，並選擇最好的解決方案。缺點則是這種創造了一種對抗環境，這種環境中並無法促進知識共享，有關各方可能因而沒有提出最佳解決方案的動力。
- 共同策略：這些策略旨在吸引所有利益相關方，以便為所有利益相關方找到最佳解決方案。通常，這些方法會涉及到會議，並在會議中討論對於問題的想法，並製定共同商定的解決方法。